# Шевињи
Шевињи (фр. Chevigny) насеље је и општина у источној Француској у региону Франш-Конте, у департману Јура која припада префектури Доле.
По подацима из 2011. године у општини је живело 285 становника, а густина насељености је износила 37,16 становника/km². Општина се простире на површини од 7,67 km². Налази се на средњој надморској висини од 215 метара (максималној 295 m, а минималној 192 m).

## Демографија
| 1962. | 1968. | 1975. | 1982. | 1990. | 1999. | 2011. |
| ----- | ----- | ----- | ----- | ----- | ----- | ----- |
| 170   | 173   | 190   | 192   | 198   | 214   | 285   |

График промене броја становника у току последњих година